# Székely Bertalan
Ádámosi Székely Bertalan (Kolozsvár, 1835. május 8. – Cinkota, 1910. augusztus 21.) magyar festő, a romantikát és az akadémizmust elegyítő magyar történelmi festészet egyik legnagyobb képviselője. Székely Árpád festő apja.

## Családja
Székely nemesi családból származott. Édesapja Székely Dániel (1796–1869, Kolozsvár) kormányszéki fogalmazó volt; édesanyja Kelemen Johanna.
1858-ban házasodott meg, felesége: Kudrna Jeanette. Gyerekei:
1. Árpád (1861-ben, Marschendorfban született)
2. Ágoston (Ákos) (1864-ben Pesten született)
3. Ármin (1869-ben Pesten született)
4. Jenny (1876-ban született)

## Élete

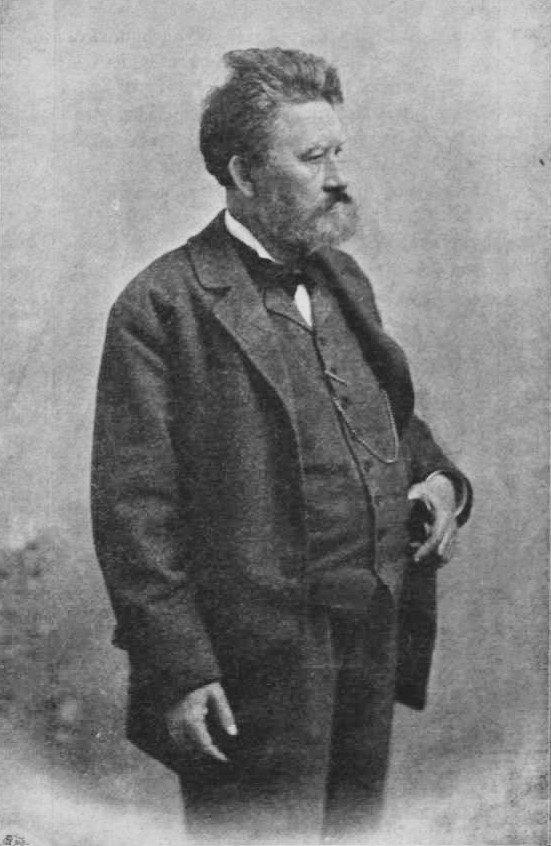
Székely Bertalan

Kiváló pedagógus volt. Eredetileg mérnöknek készült Bécsben, de 1851-ben átiratkozott az akadémiára, majd Waldmüller szabadiskolájába járt. 1859-ben Drezdába ment, azután Münchenben képezte magát. Megfordult Berlinben, Franciaországban, Hollandiában, Németországban, Olaszországban, Londonban. 1855-ben visszatért Erdélybe, ahol éveken át cégtáblafestéssel, rajzóraadással tartotta fenn magát. 1858-ban az Aichelburg grófi család csehországi birtokán, Marschendorfban (mai nevén: Horní Maršov) dolgozott, ahol meg is nősült. 1862-ben Pestre költözött. 1866-tól ismét Magyarországon dolgozott.
E korszak freskófeladatai mellett főként portrékat, női figurákat, ismert Léda-kompozíciókat festett. Az 1880–1890-es években készültek legszebb tájképei. Élete vége felé mindjobban lekötötték festőpedagógiai munkái. Nemcsak technikailag, de elméletileg, esztétikailag is a kor legműveltebb mestere volt, aki a tanításhoz szükséges minden adottsággal rendelkezett. 1871-től a Mintarajziskola tanára, 1902-től pedig igazgatója volt, majd 1905-ben a II. mesteriskola igazgatójává nevezték ki. 1910. augusztus 21-én hunyt el, 75 évesen. Korának legnagyobb elméleti műveltséggel bíró mestere volt, akinek irodalmi munkássága is jelentős.

## Munkássága

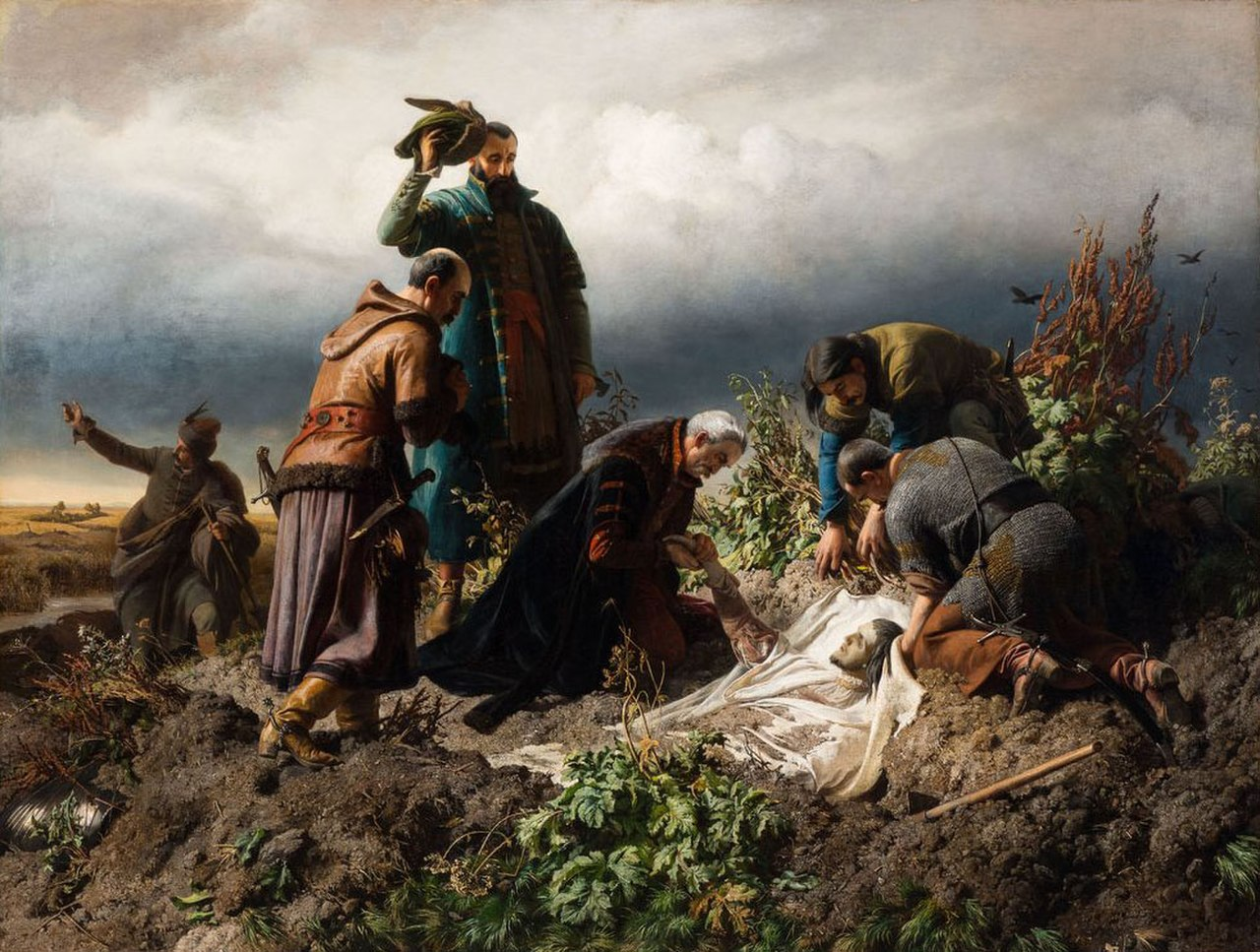
II. Lajos holttestének megtalálása 1860

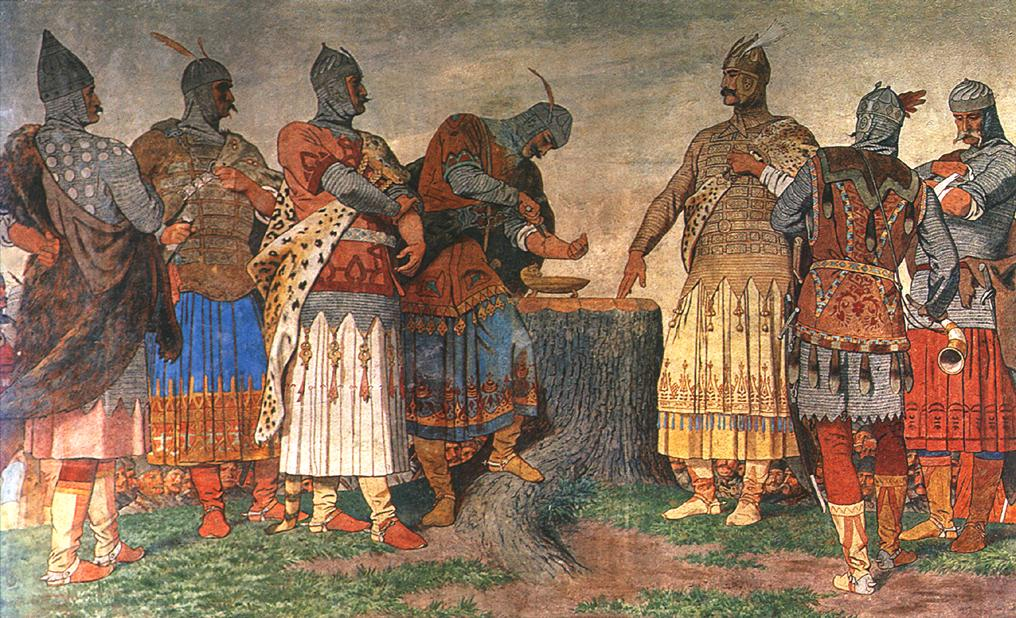
A vérszerződés. Székely Bertalan műve, Városháza (Kecskemét), 1902

1859 telén Münchenbe ment Pilotyhoz tanulmányai folytatására. Itt festette ifjúkori Önarcképét, a realista magyar portréfestészet egyik remekművét. Ugyancsak itt készült első jelentős történelmi kompozíciója, a II. Lajos király holttestének megtalálása. 1861-ben festette Dobozy és hitvese c. történelmi képét. Ettől kezdve mind jobban kibontakozott egyéni stílusa, amelyet az akadémikus komponálás, pszichikai jellemzés és a naturalisztikus anyagábrázolás jellemzett.

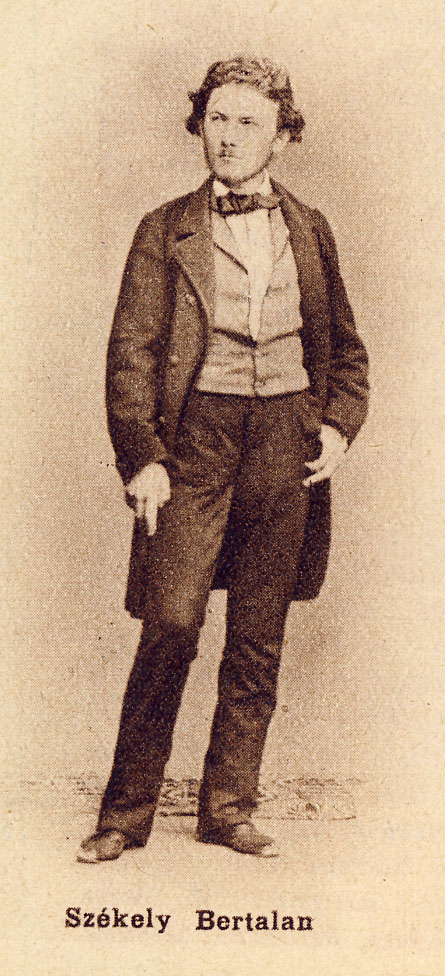
Székely Bertalan egész alakos fotója

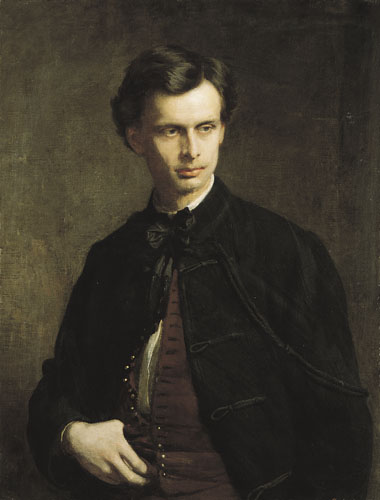
Greguss János arcképe

1862-ben készítette Greguss János arcképét. A monumentális festészet problémái foglalkoztatták. 1863-ban VII. Károly császár menekülése c. falképével (München, Bayerisches Nationalmuseum) nyert ösztöndíjjal Hollandiába és Párizsba utazott, ahonnan 1864-ben tért haza. 1866-ban alkotta a Mohácsi vész, a következő évben pedig az Egri nők c. nagy sikert aratott történelmi képeit. 1869-ben Olaszországban járt tanulmányúton. Ez idő tájt sok illusztrációt készített Eötvös József, Petőfi Sándor és egyéb költők, írók költeményeihez. 1870-ben készült V. László c. történelmi kompozíciója és 1871-ben a Nő élete című, 12 darabból álló ciklusa. 1875-ben alkotta egyik legjelentősebb és egyben fő művét, a Thököly búcsúját. Utolsó nagyszabású történelmi munkáját a Zrínyi kirohanását 1879-ben fejezte be. A század utolsó évtizedeiben több nagyobb freskó-megbízásnak tett eleget. 1887–1889-ben festette a pécsi székesegyházban két freskóját és ugyanott a Szt. Mór-kápolna faliképeit, 1889-1890-ben Lotz Károllyal és Deák-Ébner Lajossal a tihanyi apátság freskóit, 1890–1896-ban a Mátyás-templom több freskóját, 1896–1897-ben a kecskeméti városi tanács dísztermének freskóit. A Vajdahunyad vár részére tervezett Csodaszarvas regéjét bemutató freskósorozat (1900–1902) nem került kivitelezésre. Ugyanúgy nem realizálódtak a Zeneakadémia számára tervezett freskósorozatai sem, betegeskedése miatt.
Az Amerikában dolgozó Eadweard Muybridge vagy a francia Etienne-Jules Marey fényképezőgépet felhasználó mozgáskutatásaival párhuzamosan Székely is foglalkozott mozgáskutatással.

## Emlékezete
„Művészetelméleti, pedagógiai munkái gazdag kéziratos hagyatékának gerincét alkotják.” Szadán van eltemetve. Elhunyta után Szadán, ahol a nyarakat töltötte, emlékmúzeuma nyílt.

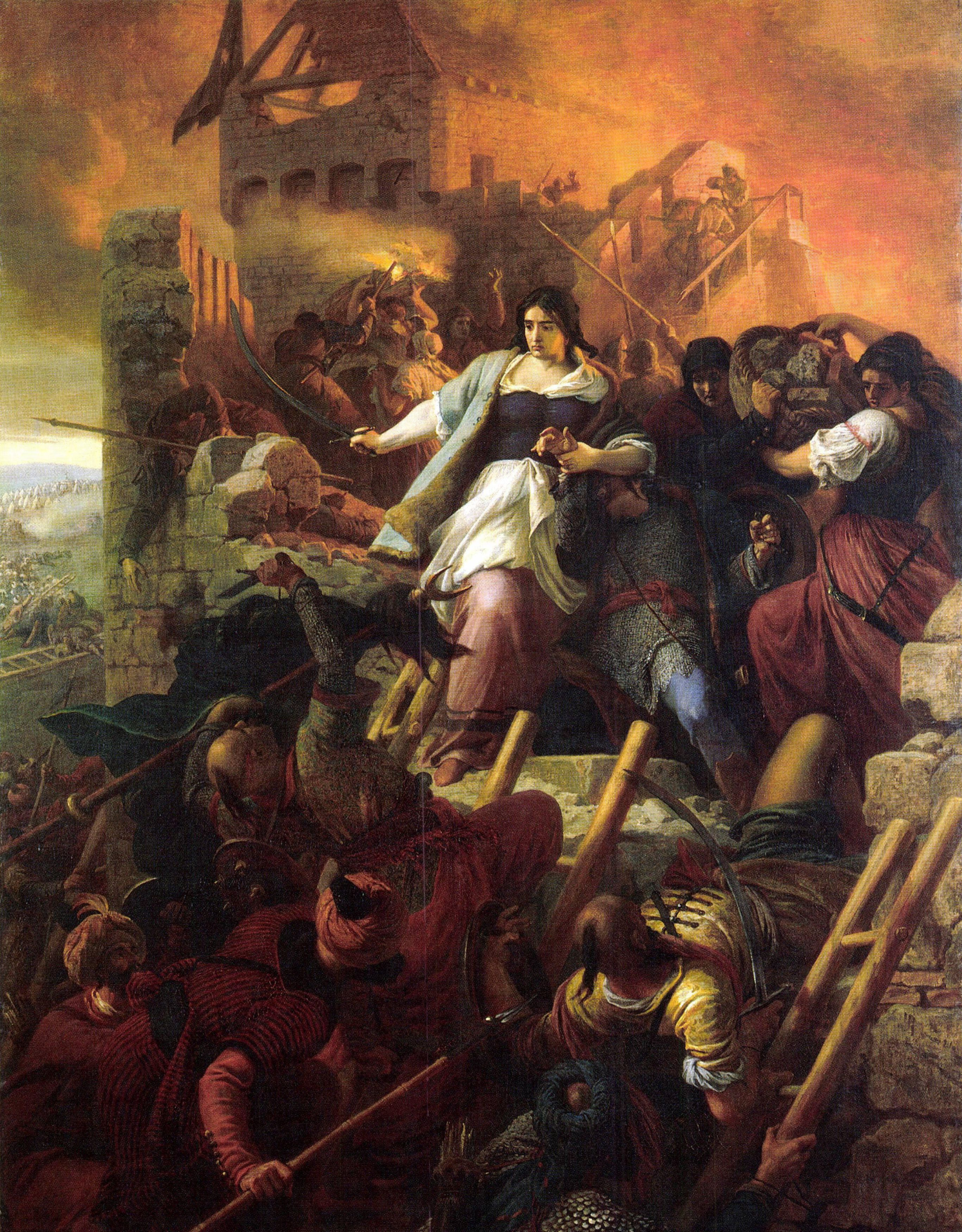
Egri nők (1867), Magyar Nemzeti Galéria

Két díjat alapítottak emlékére: 1936-ban a Székely Bertalan-díjat művészhallgatók számára, 1960-ban pedig a Székely Bertalan-emlékérmet művészpedagógusok számára.